# Miroslav Tanjga
Miroslav Tanjga (in serbo Mиpocлaв Taњгa?; Vinkovci, 22 luglio 1964) è un allenatore di calcio ed ex calciatore serbo, in precedenza jugoslavo, di ruolo difensore, tecnico del Vojvodina.

## Caratteristiche tecniche
Era un difensore centrale che poteva agire anche da mediano.

## Carriera

### Calciatore
Tanjga ha iniziato la sua carriera nella Dinamo Vinkovci, che all'epoca giocava nella massima lega jugoslava, la Prva Liga. Nel 1987, la Dinamo retrocesse in seconda divisione. La stagione dopo Tanjga si trasferì nella Vojvodina, con la quale il difensore è stato campione jugoslavo, nella prima stagione di militanza.
Nel 1991 è passato alla Stella Rossa. Dal momento che il club era fresco di vittoria della Coppa dei campioni, Tanjga disputò la Supercoppa UEFA 1991, che perse 1-0 per mano del Manchester Utd. Dopo aver vinto il secondo campionato jugoslavo, si trasferì in Germania.
Dal 1993 al 1999 Tanjga militò con l'Hertha Berlino e con il Magonza nella Seconda divisione tedesca. Si ritirò nel 1999, anche se il suo contratto con il Magonza era stato stipulato fino al 2001.

### Allenatore
Viene dapprima inserito nello staff scouting del Magonza come osservatore dell'area balcanica, assieme a Vjekoslav Škrinjar.
Successivamente rincontra il tecnico serbo Siniša Mihajlović, con il quale aveva condiviso le esperienze al Vojvodina e alla Stella Rossa; e nel 2012 diventa assistente dello stesso nella nazionale serba, nella quale resterà fino al 2014, un anno in più rispetto a Mihajlović. Resta inattivo fino al 2016, anno in cui rientra a far parte dello staff del suo connazionale come collaboratore tecnico, questa volta al Torino. Nelle due stagioni successive, vale a dire allo Sporting Lisbona (mai iniziata) e al Bologna, Tanjga verrà promosso ad allenatore in seconda, complice la separazione di Mihajlović da Attilio Lombardo, vice del serbo fino a quel momento.

## Palmarès

### Competizioni nazionali
- Campionato jugoslavo: 2

Vojvodina: 1988-1989
Stella Rossa: 1991-1992

### Competizioni internazionali
- Coppa Intercontinentale: 1

Stella Rossa: 1991